# Marco Pellegrini
Marco Pellegrini (Foggia, 30 luglio 1964) è un politico italiano, senatore e successivamente deputato per il Movimento 5 Stelle.

## Biografia
Nel 1995 si laurea in ingegneria civile presso l'Università degli Studi di Roma "La Sapienza", lavorando poi come ingegnere sia in proprio sia in un'impresa edile da lui fondata.

## Attività politica
Nel settembre 2007 aderisce al meet-up degli Amici di Beppe Grillo di Foggia, partecipando all'attività del Movimento 5 Stelle.
Alle elezioni politiche del 2018 si candida con il Movimento 5 Stelle al Senato della Repubblica nel collegio uninominale Puglia - 08 (Foggia), dove viene eletto con il 43,29% davanti ad Antonella Spezzati del centrodestra (32,91%) e a Massimo Russo del centrosinistra (17,63%). 
Diventato senatore della XVIII legislatura, è entrato a far parte della Commissione per il bilancio, oltreché della Commissione di inchiesta sul fenomeno delle mafie e delle altre associazioni criminali. È stato vicepresidente del gruppo parlamentare del Movimento 5 Stelle.
Alle elezioni politiche del 2022 viene eletto alla Camera dei Deputati nel collegio uninominale Puglia - 01 (Foggia) per il Movimento 5 Stelle, ottenendo il 41,33% e superando Eugenia Roccella del centro-destra (34,83%) e Valentina Lucianetti del centro-sinistra (16,90%).
Dal 9 novembre 2022 è membro della IV Commissione Difesa della Camera dei Deputati.
Il 22 novembre 2022 entra a far parte  del Comitato Parlamentare per la Sicurezza della Repubblica (COPASIR).